# Baihe, Sichuan
Baihe (kinesiska: 百和镇, 百和) är en köping i Kina. Den ligger i provinsen Sichuan, i den sydvästra delen av landet, omkring 240 kilometer sydost om provinshuvudstaden Chengdu. Antalet invånare är 33 688. Befolkningen består av 17 062 kvinnor och 16 626 män. Barn under 15 år utgör 25,0 %, vuxna 15-64 år 59 %, och äldre över 65 år 14,0 %.
Genomsnittlig årsnederbörd är 1 491 millimeter. Den regnigaste månaden är september, med i genomsnitt 291 mm nederbörd, och den torraste är december, med 27 mm nederbörd.